# Rhinodoras boehlkei
Rhinodoras boehlkei är en fiskart som beskrevs av Glodek, Whitmire och Orcés V., 1976. Rhinodoras boehlkei ingår i släktet Rhinodoras och familjen Doradidae. Inga underarter finns listade i Catalogue of Life.